# ヨアンナ・クーリク
ヨアンナ・クーリク（Joanna Kulig, 1982年6月24日 - ）は、ポーランドの女優、歌手である。2018年に映画『COLD WAR あの歌、2つの心』での演技が評価され、第31回ヨーロッパ映画賞女優賞を獲得した。2019年にポーランドの雑誌『Wprost』は彼女を最も影響力のある50人のポーランド人女性で4位に挙げた。

## 生い立ち
ポーランドのマウォポルスカ県クリニツァで生まれる。母は地元幼稚園の給仕、父親は民族詩人であった。彼女はムシンカで4人のきょうだいと共に育った。
2000年にクーリクはクラクフはミェチスワフ・カルウォーヴィチ州立音楽学校に通う。2007年にクリニツァ＝ズドルイのフレデリック・ショパン州立音楽学校（ピアノクラス）とクラクフAST国立アカデミー・オブ・シアター・アーツを卒業した。彼女は一家で初めての大卒者であった。

## キャリア
彼女はクラクフ・ヘレナ・モジェスカ国立スタリー劇場で出演した。1998年に彼女はタレント番組『Szansa na sukces』でグルゼゴルツ・ターナウの「Między ciszą a ciszą」を歌った。
2007年に彼女はグジェゴシュ・パセックの『Środa czwartek rano』で映画デビューした。2010年にはヤヌス・コンドラティウクの『Milion dolarów』でヤコブ・ギエルシャウと共演した。2011年に彼女はパヴェウ・パヴリコフスキ監督の『イリュージョン』でイーサン・ホークとクリスティン・スコット・トーマスと共演した。
2013年に彼女はマウゴシュカ・シュモフスカ監督映画『ジュリエット・ビノシュ in ラヴァーズ・ダイアリー』への出演によりポーランド映画賞助演女優賞を獲得した。2018年にはパヴェウ・パヴリコフスキのドラマ映画『COLD WAR あの歌、2つの心』での演技が認められ、ヨーロッパ映画賞女優賞とポーランド映画賞主演女優賞を獲得した。2019年にはデイミアン・チャゼル発案によるNetflixのミュージカル・ドラマシリーズ『The Eddy』の撮影に参加している。

## 私生活
妹のユスティナ・シュナイダーも女優であり、ヨアンナとの混同を避けるために祖母の姓を使って活動している。2009年に映画監督で脚本家のマチェイ・ボフニャックと結婚し、2019年2月に息子を出産した。

## 主なフィルモグラフィ

### 映画
| 年   | 日本語題 原題                                                                      | 役名                 | 備考                 |
| ---- | ---------------------------------------------------------------------------------- | -------------------- | -------------------- |
| 2008 | Środa, czwartek rano                                                               | テレサ               |                      |
| 2011 | Milion dolarów                                                                     | Zuzanna              |                      |
| 2011 | Maraton tańca                                                                      | Agnieszka            |                      |
| 2011 | あの日 あの時 愛の記憶 Die verlorene Zeit The Lost Time                            | Magdalena Limanowska |                      |
| 2011 | イリュージョン La femme du Vème                                                    | アニア               |                      |
| 2011 | ジュリエット・ビノシュ in ラヴァーズ・ダイアリー Elles                             | アリシア             |                      |
| 2012 | サミーとシェリー2 僕らの脱出大作戦 A Turtle's Tale 2: Sammy's Escape from Paradise | Konsuela             | ポーランド語吹き替え |
| 2012 | バード・ストーリー Zambezia                                                        | Neville's Wife       | ポーランド語吹き替え |
| 2013 | 愛の原罪 Lasting                                                                   | Marta                |                      |
| 2013 | ヘンゼル & グレーテル Hansel & Gretel: Witch Hunters                               | Red-Haired Witch     |                      |
| 2013 | サバンナ・アドベンチャー Khumba                                                    | Fifi                 | ポーランド語吹き替え |
| 2013 | イーダ Ida                                                                         | 歌手                 |                      |
| 2013 | マルティニークからの祈り Way Back Home                                             | ヤルカ               |                      |
| 2016 | 夜明けの祈り The Innocents                                                         | シスター・ イレーナ  |                      |
| 2018 | COLD WAR あの歌、2つの心 Cold War                                                  | ズーラ               |                      |
| 2018 | Clergy                                                                             | Hanka Tomala         |                      |

### テレビシリーズ
| 年        | 日本語題 原題        | 役名                  | 備考         |
| --------- | -------------------- | --------------------- | ------------ |
| 2007      | Ekipa                | Magdalena Nowasz      | 計3話出演    |
| 2008      | Czas honoru          | "Mucha"               | 計5話出演    |
| 2014-2018 | O mnie się nie martw | Jadwiga "Iga" Małecka | 計103話出演  |
| 2019      | ハンナ Hanna         | ヨアンナ              | 計4話出演    |
| 2020      | ジ・エディ The Eddy  | Maja                  | ミニシリーズ |